# Пресняков, Владимир Владимирович
Влади́мир Влади́мирович Пресняко́в (также известен как Владимир Пресняков-младший; род. 29 марта 1968, Свердловск) — советский и российский эстрадный певец, музыкант-клавишник, композитор, аранжировщик, танцор брейк-данса и актёр.
Его дебют на профессиональной сцене состоялся в 1982 году. С 1982 по 1984 год выступал вместе с хард-рок-группой «Круиз», исполняя собственные песни «Кошка», «Старая сказка» и «Красная книга» (дуэтом вместе с солистом Александром Мониным). В 1984 году потерял голос на концерте «Круиза» из-за подростковой мутации, в связи с чем начал заниматься брейк-дансом и через год стал победителем первого брейк-данс-конкурса в молочном кафе «У фонтана». Позже демонстрировал брейк на телевидении в видеоклипах на песни «Рыжий кот» (1986), «Малиновый сироп» (1987), «Чарли Чаплин» (1987), «Мистер Брейк» (1988), а также в фильмах «Она с метлой, он в чёрной шляпе» (1987) и «Остров погибших кораблей» (1987).
В 1986 году стал известен после выхода музыкального телефильма «Выше Радуги», в котором он исполнил фальцетом песни композитора Юрия Чернавского на стихи Леонида Дербенёва. Электропоп-композиции «Острова» и «Зурбаган» стали визитной карточкой певца. С 1986 по 1992 год Пресняков входил в десятку «лучших певцов года» в хит-парадах газет «Московский комсомолец» («Звуковая дорожка»), «Комсомольская правда» («Музыкальный Олимп» ТАСС) и «Смена» («Звёзды»). Был признан «надеждой 1987 года» в хит-параде журнала «Студенческий меридиан». В 1989 году выпустил дебютный альбом «Папа, ты сам был таким», который был назван одной из «лучших грампластинок года» читателями газеты «Московский комсомолец», а также «лучшим магнитофонным альбомом года» (в стиле «поп») читателями ленинградской газеты «Смена». Композиции «Папа, ты сам был таким», «Недотрога» и «Белый снег» стали хитами ещё до выхода альбома. За стиль исполнения песен музыкальные критики назвали Преснякова «русским Майклом Джексоном».
В начале 1990-х годов выпустил композиции «Я буду помнить» (1991), «Странник» (1991), «Стюардесса по имени Жанна» (1992) и «Замок из дождя» (1993), которые продержались несколько месяцев в хит-парадах «Звуковая дорожка» и «Музыкальный Олимп» и стали одними из «лучших песен года». В 1992 году занял первое место в категории «Лучший певец года» за песню «Стюардесса по имени Жанна». В 2000-х годах наиболее известными стали песни «Аэропорты» (дуэт с Леонидом Агутиным) (2006), «Kissлород» (дуэт с Натальей Подольской) (2015), «Слушая тишину» (2018), «Ты у меня одна» (2019), «Странная» (2020), «Достучаться до небес» (2020), «Всё нормально», «У тебя есть я» и «ДНК» (дуэт с Агутиным).
Лауреат музыкальных премий World Music Awards (1990), «Золотой граммофон» (1996, 2006, 2015, 2018, 2019, 2020, 2022), «Виктория» (2020, 2022) и включён в Зал Славы Top Hit Music Awards (2021). Победитель реалити-шоу «Последний герой. Остаться в живых» (2003).

## Биография

### Ранние годы
Родился 29 марта 1968 года в Свердловске (ныне — Екатеринбург) в семье джазового саксофониста и композитора Владимира Петровича Преснякова и эстрадной певицы Елены Петровны Кобзевой. Уже в четыре года сын подбирал мелодии на фортепиано, играл на ударной установке и занимался гитарой. С детства родители брали его с собой на гастроли.
В 1975 году родители переехали в Москву, где начали работать в вокально-инструментальном ансамбле «Самоцветы», а сына оставили на попечении бабушки в Свердловске, отдав его в Свердловскую музыкальную школу-интернат, откуда вышло множество известных музыкантов, в том числе и его отец. Через два года мальчика исключили из интерната за плохое поведение, и родители забрали его к себе в Москву и отдали в хоровое училище имени А. В. Свешникова, поселив в общежитие. В 1982 году сына изгнали из училища за прогулы занятий и родители устроили его в музыкальное училище имени Октябрьской революции, причём сразу на третий курс на дирижёрско-хоровое отделение, но и оттуда его также отчислили за прогулы. С 1980 года пел в хоре Елоховской церкви в Москве. С 1975 по 1985 год больше десяти лет семья жила в старом москонцертовском общежитии в Колокольниковом переулке, а в 1986 году переехала в трёхкомнатный кооператив на Северодвинской улице.

### Творчество
В 1981 году к Пресняковым домой пришёл поэт-песенник Валерий Сауткин, чтобы вместе с отцом поработать над новой песней. Сын прочёл случайно оставленный на рояле текст и стал наигрывать мелодию, так родилась песня «Красная книга». В 1982 году 14-летний Пресняков-младший впервые вышел на сцену. Случилось это во время выступления хард-рок-группы «Круиз» в ДК «Железнодорожный» в Москве 17 апреля 1982 года, где он сольно исполнил песню «Кошка», а также спел дуэтом вместе с солистом группы Александром Мониным песню «Красная книга». Позже написал песню «Старая сказка» на стихи поэта Николая Заболоцкого.
В 1984 году Пресняков потерял голос на концерте «Круиза» из-за подростковой мутации. У него начал ломаться голос: вместо фальцета, по которому его узнавали слушатели, у него появился баритон. Поэтому он забросил пение и начал заниматься только что входившим в моду брейк-дансом в студии Дома культуры издательства «Правда». На его увлечение повлиял видеоклип Майкла Джексона на песню «Триллер» (1983) и выход американского фильма «Брейк-данс» (1984). Учителем Преснякова был танцор Олег Барцио. В декабре 1985 года стал победителем первого брейк-данс-конкурса (в стиле «локинг»), который состоялся в молодёжном кафе-клубе «У фонтана», а спустя полгода был приглашён туда в качестве жюри на второй конкурс по брейку.
В 1985 году записал с композитором Юрием Чернавским песни к ледовому представлению для XII Всемирного фестиваля молодёжи и студентов в Москве. После этого работал над звуковой дорожкой к фильму «Выше Радуги». Чернавский вместе с поэтом Леонидом Дербенёвым сочинили для фильма песню «Острова», которую нужно было исполнить юношеским высоким голосом. По просьбе Чернавского Пресняков вернул полюбившийся публике «искусственный фальцет» благодаря технике вокала «микст». Исполнение понравилось режиссёру фильма, и он попросил записать ещё несколько песен. Так появились электропоп-композиции «Острова» и «Зурбаган», написанные на тему произведений Александра Грина, которые стали визитной карточкой певца после выхода фильма на телеэкраны 2 мая 1986 года. В фильме впервые в советском кинематографе был показан танец брейк-данс. Для фильма Пресняков также исполнил песни «Кот в мешке» (Ю. Чернавский — Л. Дербенёв), «Фотограф» (Ю. Чернавский — Л. Дербенёв) и не включённый «Разноцветный город» (Ю. Чернавский — А. Маркевич). В 2011 году редакция журнала TimeOut поместила песню «Острова» в список «100 песен, изменивших нашу жизнь».
7 сентября 1986 года Пресняков-младший дебютировал на телевидении в «Утренней почте» с песнями «Рыжий кот» (В. Диденко — А. Лукьянов) и «Кот в мешке» (Ю. Чернавский — Л. Дербенёв) (фрагмент т/ф «Выше Радуги»). По его словам, с дебютом на телевидении ему помог отец, однако после эфира в «Утренней почте» сына осыпали неприятными упрёками за его вокальные данные, и после такого провала он решил действовать самостоятельно без родительской опеки. Несмотря на неудачу, Пресняков-младший первым продемонстрировал брейк с экранов телевизоров в видеоклипе на нью-вейв-композицию «Рыжий кот». 5 июля 1986 года во время открытия Игр доброй воли в Москве вместе с Джейн Смит и Екатериной Лычевой исполнил песню «По мирной программе», а также вокализ в композиции «Хиросима» (музыка Ю. Чернавского). С 1986 по 1987 год выступал в составе варьете Лаймы Вайкуле в Хаммеровском центре, где выходил к подвыпившей публике и пел несколько песен, пританцовывая, пока Вайкуле меняла наряды. На одном из таких концертов в честь Дня Конституции Пресняков познакомился со своей будущей супругой Кристиной Орбакайте. По итогам 1986 года в списке «Лучших певцов года» Пресняков занял восьмое место в хит-параде «Звуковая дорожка» газеты «Московский комсомолец», а также восьмое место в хит-параде «Звёзды-86» в ленинградской газете «Смена».
1 января 1987 года в ночной новогодней программе Центрального телевидения Пресняков спел новую песню «Чарли Чаплин» своим обычным голосом. В этом номере он совместил танцевальные стили брейк и степ. В марте 1987 года исполнил две песни — «Чарли Чаплин» и «Белый снег» — в шведско-советской телепрограмме «Лестница Якоба» (Швеция) в гостях у «Утренней почты». Съёмки проходили в концертной студии телецентра «Останкино» в ночь с 26 на 27 марта. Во время съёмок шведский ведущий Якоб Далин назвал Преснякова «советским Майклом Джексоном», на что позже артист ответил в интервью «Комсомольской правде», что многому научился у этого американского певца и по замыслу режиссёра должен был встретиться с ним во время открытия Игр доброй воли в Москве 5 июля 1986 года. Шоу было показано по Первой программе ЦТ 18 апреля, но из-за жёстких рамок эфирного времени советские телезрители увидели исполнение только одной из двух песен Преснякова — «Белый снег». А песню «Чарли Чаплин» (В. Пресняков-ст. — В. Сауткин), под которую певец станцевал брейк, показали в шведском варианте программы на канале SVT1 7 ноября. 4 июля 1987 года выступил на стадионе «Измайлово» на концерте-митинге «Наш ход» совместно с Джеймсом Тейлором, Бонни Рэйтт, «The Doobie Brothers», «Автографом», Жанной Бичевской, Santana и Надеждой Бабкиной с ансамблем «Русская песня».С 1987 по 1991 год Пресняков принимал участие в шоу-программах, организованных студией «Рекорд», одним из руководителей которых был Чернавский. С 1987 по 1994 год работал в театре песни Аллы Пугачёвой, который помогал ему сделать запись, видеоклип или снять концерт на видео.
В 1987 году купил себе синтезатор «М-1», на котором придумал аранжировки ко всем своим будущим песням. В одном из интервью Пресняков заявил, что как певец и композитор он сформировался под влиянием «чёрной» музыки, а своими кумирами для подражания назвал американского соул-певца Стиви Уандера и рок-музыканта Принса. В том же году записал песню «Папа, ты сам был таким» на стихи Сауткина, посвящённую проблеме взаимопонимания отцов и детей. Выпустил видеоклип на электро-фанк-композицию «Малиновый сироп» (муз. и сл. Ю. Чернавского) с участием брейкеров. Осенью 1987 года снялся в фильме «Она с метлой, он в чёрной шляпе», в котором станцевал верхний брейк во время исполнения песни «Джинн» (А. Зацепин — Л. Дербенёв). В том же году снялся в картине «Остров погибших кораблей», где исполнил синти-поп-песню «Призраки» (Г. Гаранян — Ю. Ряшенцев). Во второй половине 1987 года забросил брейк-данс и начал профессионально заниматься джазовыми танцами. По итогам 1987 года в списке «Лучших певцов года» Пресняков занял пятое место в хит-параде «Звуковая дорожка» газеты «Московский комсомолец», восьмое место в хит-параде ТАСС «Музыкальный Олимп» газеты «Комсомольская правда», а также третье место в хит-параде «Звёзды-87» ленинградской газеты «Смена». Помимо этого был признан «надеждой года» в хит-параде «Парада надежд-87» журнала «Студенческий меридиан».
В 1988 году выпустил видеоклипы на песни «Папа, ты сам был таким» и «Недотрога». Премьера видео на песню «Папа, ты сам был таким» состоялась в телепередаче «Утренняя почта № 65. Школа». В 1988 году сформировал музыкальную группу «Капитан», в которую вошли Антон Санкин, Дмитрий Семёнов, Владимир Чинаков и Тигран Налбандян. По словам певца, создать группу ему помог отец. В сентябре 1988 года пел на разогреве у советской певицы Аллы Пугачёвой во время её первого американского турне по США, начавшегося на фестивале Bumbershoot в Сиэтле и закончившегося в концертном зале Карнеги-холл в Нью-Йорке 22 сентября. Во время турне с Пресняковым заключили пятилетний контракт. После поездки в Америку Преснякову стал нравиться рок-н-ролл, и свой следующий альбом он планировал записать в этом жанре, ориентируясь на группы Status Quo, ZZ Top и AC/DC. В ноябре 1988 года появился с композицией «Мистер Брейк» в рок-мюзикле «Улица» на малой спортивной арене Олимпийского комплекса «Лужники», видеоверсия которой была показана на телеканале «2х2» в начале 1989 года. В видеоклипе снялось несколько известных московских брейкеров. По итогам 1988 года в списке «Лучших певцов года» Пресняков занял третье место в хит-параде ТАСС «Музыкальный Олимп» газеты «Комсомольская правда», а также четвёртое место в хит-параде «Звёзды-88» ленинградской газеты «Смена». Помимо этого композиция «Белый снег» заняла десятое место в номинации «Лучшая песня года» в хит-параде ТАСС «Музыкальный Олимп», а в течение года с июня продержалась несколько месяцев в десятке лучших песен хит-парада вместе с песней «Папа, ты сам был таким».
В августе 1989 года кооператив «Синтез» выпустил на аудиокассетах дебютный альбом «Папа, ты сам был таким», состоящий из 13 песен. Материал был записан звукорежиссёром Александром Кальяновым в студии «Тон-сервис» в СКК «Олимпийский» в 1988 году. Для альбома был собран репертуар последних двух-трёх лет от разных авторов: 6 песен написаны композитором Пресняковым-младшим («Папа, ты сам был таким», «Белый снег», «Бабушка», «Дай мне слово», «Ночной звонок», «Сумасшедший герой»), 3 песни — Александром Зацепиным («Джинн», «Призраки», «Дождёмся завтрашнего дня»), по одной вещи — Юрий Чернавский («Острова»), Виктор Резников («Недотрога»), Аркадий Укупник («Туман») и Николай Коновалов («Роковый концерт»). В записи альбома приняли участие клавишник Герман Ивашкевич, гитарист Валерий Гаина, гитарист Андрей Батурин и саксофонист Владимир Пресняков-старший. Аранжировку ко всем песням сделали Пресняков-младший и Герман Ивашкевич. Композиции представлены в жанрах регги («Недотрога»), поп-рок («Папа, ты сам был таким», «Сумасшедший герой»), соул («Белый снег», «Бабушка»), электропоп («Острова»), нью-вейв («Джинн»), синти-поп («Призраки»), фанк («Дай мне слово»), современный ритм-н-блюз («Ночной звонок», «Туман»), хард-рок («Роковый концерт»), нью-джек-свинг («Дождёмся завтрашнего дня»). В августе 1989 года фирма «Мелодия» издала дебютный альбом на грампластинках. В альбом вошло восемь из тринадцати песен: «Недотрога», «Папа, ты сам был таким», «Белый снег», «Бабушка», «Дай мне слово», «Ночной звонок», «Туман», «Роковый концерт». В отзывах на альбом за стиль исполнения песен музыкальные критики назвали Преснякова «русским Майклом Джексоном».
В 1989 году стало известно, что Пресняков подписал контракт с австрийской фирмой Clip Production («Клип Продакшн»), результатом которого должен был стать выпуск альбома на британской фирме EMI. В апреле была сделана демонстрационная запись четырёх песен в студии Лос-Анджелеса, после чего певец вернулся в Москву, а в июле вновь отправился в Лос-Анджелес для продолжения записи альбома. Две песни для пластинки были написаны участниками группы Roxette, песни «Недотрога» и «Папа» были записаны в англоязычном варианте, а остальная часть альбома — на русском языке. Презентация пластинки в Европе и США была запланирована на сентябрь, как и съёмки видеоклипов на песни с альбома. В 1989 году поучаствовал в качестве солиста в песне «Ты скажи» для альбома «Провинция» своего отца Преснякова-старшего и группы «Провинция», выпущенного на фирме «Мелодия». Осенью 1989 года дал серию концертов в Ленинграде под названием «Шоу Владимира Преснякова-младшего» с участием группы «Капитан», Преснякова-старшего с группой «Провинция» и солистов Московского театра песни Аллы Пугачёвой. Концерты прошли в спортивном комплексе «Юбилейный» с 25 сентября по 1 октября, а также в 13-тысячном СКК им. В. И. Ленина. По итогам 1989 года в списке «Лучших певцов года» Пресняков занял четвёртое место в хит-параде ТАСС «Музыкальный Олимп» газеты «Комсомольская правда», а также второе место в хит-параде «Звёзды-89» ленинградской газеты «Смена». Помимо этого композиция «Недотрога» заняла семнадцатое место в номинации «Лучшая песня года» в хит-параде ТАСС «Музыкальный Олимп», а в течение года с января продержалась несколько месяцев в десятке лучших песен хит-парада. В хит-параде «Звёзды-89» газеты «Смена» альбом «Папа, ты сам был таким» победил в номинации «Лучший магнитофонный альбом года» (в стиле «поп»), а «Шоу Владимира Преснякова» в СКК было отмечено в категории «Лучший концерт года». В хит-параде «Самые, самые» минского журнала «Поп-музыка» Пресняков занял первое место в списке «Лучших певцов года», а его дебютный альбом занял десятое место в списке «Лучших альбомов года». Композиция «Ты скажи» хоть и не попала в альбом, но заняла тринадцатое место в списке «20 наиболее популярных песен сентября».
Весной 1990 года дал серию концертов в Москве, включая концерт в 20-тысячном СКК «Олимпийский», который был забит до отказа зрителями. Программа выступления состояла из 23 песен. В двухчасовом «Шоу Владимира Преснякова-младшего» участвовали его собственные родители-музыканты, музыкальная группа «Провинция», на подпевках и подтанцовках группа «Капитан», а также танцевальные ансамбли «Рецитал» (с Кристиной Орбакайте), «Турбо» и артисты театра «Марионетки». Весной того же года выступил перед 10-тысячной толпой в городе Альтенбург (ГДР), а осенью — на фестивале «Евро-рок» в Ирландии, где отработал пятьдесят пять минут вместо двадцати положенных. 9 мая 1990 года получил из рук Аллы Пугачёвой награду на международной премии World Music Awards в Монте-Карло как «Самый продаваемый российский исполнитель года» (The Best selling Russian artist of the Year). Пресняков исполнил свою песню на английском языке живьём, в то время как остальные участники пели под фонограмму, включая певицу Сандру. В мае 1990 года Пресняков получил за дебютный альбом приз «Золотой ключ» как певец и как артист, чьи аудиозаписи разошлись в России наибольшим тиражом. По итогам 1990 года в списке «Лучших певцов года» Пресняков занял первое место в хит-параде «Звёзды-90» ленинградской газеты «Смена», а его альбом «Папа, ты сам был таким» занял четвёртое место в списке «Лучших грампластинок года» в хит-параде «Звуковая дорожка».
В 1991 году фирма Alt Records издала на грампластинках второй альбом «Любовь», среди известных песен которого оказались «Я буду помнить» и «Странник». По итогам 1991 года в хит-параде «Звёзды-91» ленинградской газеты «Смена» Пресняков занял первое место в списке «Лучших певцов года», седьмое место в списке «Лучших композиторов года», его песня «Странник» победила в номинации «Лучшая песня года», а его альбом «Папа, ты сам был таким» занял шестое место в списке «Лучших пластинок года». Помимо этого «Странник» занял седьмое место в списке «Лучших песен года» в хит-параде «Звуковая дорожка».
В январе 1992 года выпустил песню «Стюардесса по имени Жанна», которая продержалась несколько месяцев в ежемесячном хит-параде Top 20 Hits в хит-парадах «Звуковая дорожка» и ТАСС «Музыкальный Олимп». По итогам года песня заняла восьмое место в списке «Лучших песен года», а сам Пресняков был признан «Лучшим певцом года» в хит-параде «Звуковая дорожка».
В марте 1993 года выпустил песню «Замок из дождя», которая продержалась несколько месяцев в ежемесячном хит-параде Top 20 Hits в хит-параде «Звуковая дорожка». Осенью 1993 года фирма Jeff Records издала на компакт-дисках сборник лучших песен «Стюардесса по имени…», который занял первое место по продажам в магазинах «Классик». По итогам 1993 года сборник занял восьмое место в списке «Лучших грампластинок и CD», а песни из него — «Стюардесса по имени Жанна» и «Замок из дождя» — вошли в список «Лучших песен года» в хит-параде ТАСС «Музыкальный Олимп».
В 1994 году фирма General Records издала на компакт-дисках и аудиокассетах третий альбом «Замок из дождя». В том же году исполнил песню и выпустил видеоклип с Кристиной Орбакайте «Всё что им нужно, это только любовь». В 1995 году концертная программа «Замок из дождя», прошедшая с аншлагом в СК «Олимпийский», была признана лучшим шоу года.
В 1996 году «Студия „Союз“» издала на компакт-дисках и аудиокассетах четвёртый альбом «Слюньки». 14 декабря того же года получил премию «Золотой граммофон» за песню «Обмани меня».
В 2002 году фирма «Квадро-диск» издала на компакт-дисках и аудиокассетах пятый альбом «Любовь на audio».
В 2003 году победил в телешоу «Последний герой — 3: Остаться в живых». В том же году снялся в видеоклипе Кристины Орбакайте на песню «Перелётная птица».
В 2006 году в дуэте с Леонидом Агутиным получил «Золотой граммофон» за песню «Аэропорты».
В 2009 году фирма Velvet Music издала шестой альбом «Малерия» (совместно с инструментальной рок-группой «Малерия»). В том же году принял участие в проекте «Первого канала» «Большие гонки».№26(112) от 26.06.2008
В 2011 году фирма «Квадро-диск» издала на компакт-дисках и аудиокассетах седьмой альбом «Нереальная любовь».
В сентябре 2012 года был наставником хора из Казани в первом сезоне шоу «Битва хоров» на телеканале «Россия-1».
26 июля 2014 года вместе с сыном Никитой Пресняковым исполнил новую песню «Сердце пленных не берёт» в рамках фестиваля «Новая волна 2014» в Юрмале. Осенью того же года был членом жюри шоу «Хочу к Меладзе» телеканала НТВ.
В 2015 году был членом жюри второго сезона шоу «Главная сцена» на телеканале «Россия-1». В конце года в дуэте с Натальей Подольской получил «Золотой граммофон» за песню «Kissлород».
26 апреля 2016 года Пресняков принял участие во флешмобе, который провели танцоры брейк-данса первой волны из стран бывшего СССР в рамках тридцатилетия первого брейк-данс-фестиваля.
29 марта 2018 года дал юбилейный концерт в «Крокус Сити Холле» по случаю своего пятидесятилетия. 6 декабря того же года получил «Золотой граммофон» за песню «Слушая тишину».
В 2019 году вместе с Леонидом Агутиным победил в номинации «Артист года» по версии музыкального телеканала RU.TV. 23 ноября того же года получил премию «Золотой граммофон» за песню «Ты у меня одна».
В 2020 фирма Velvet Music издала на цифровых площадках восьмой альбом «Слушая тишину». 12 декабря того же года удостоился премии «Золотой граммофон» за песню «Странная».
10 декабря 2022 года в седьмой раз стал обладателем «Золотого граммофона» за песню «Всё нормально».
3 марта 2023 года выпустил сингл «Живи», посвящённый находящемуся в реанимации олимпийскому чемпиону по фигурному катанию Роману Костомарову. 26 апреля вышел видеоклип на песню, дополненный в описании ссылкой на Благотворительный фонд Константина Хабенского, где можно внести пожертвование, чтобы помочь подопечным Фонда — детям и молодым взрослым с опухолями мозга. С 3 марта по 2 июня 2023 года был одним из наставников 11-го сезона телешоу «Голос». С 19 января по 27 апреля 2024 года был одним из наставников 12-го сезона телешоу «Голос». С сентября 2025 года — один из наставников 12-го сезона российской версии шоу «Голос. Дети».

### Личная жизнь

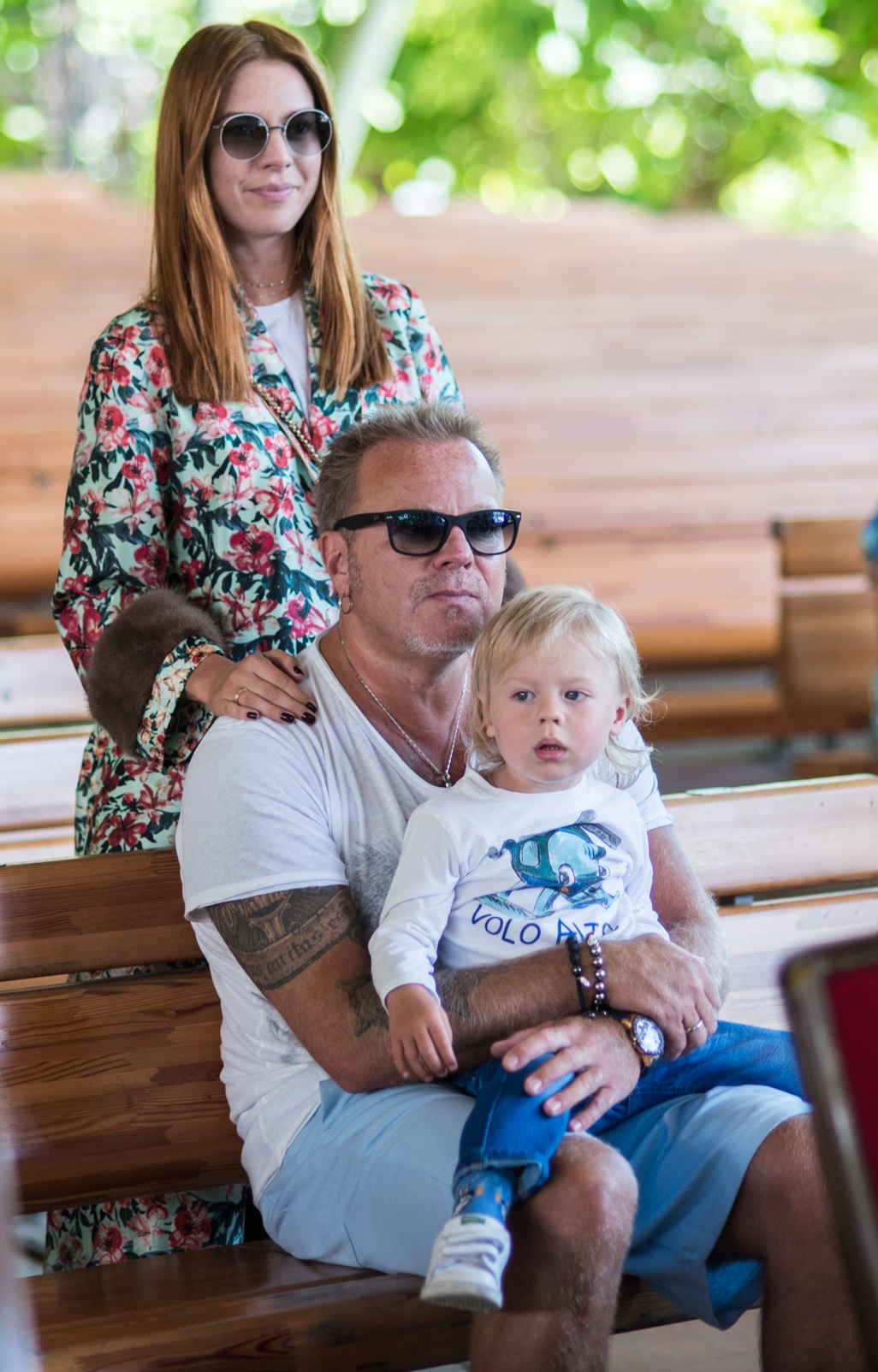
Пресняков и Наталья Подольская с сыном на фестивале «Лайма. Рандеву. Юрмала 2017»

Со своей будущей супругой Кристиной Орбакайте Пресняков познакомился на концерте в честь Дня Конституции в Измайлово 7 октября 1986 года, где он выступал в составе варьете Лаймы Вайкуле. Через две-три недели они встретились на съёмках «Голубого огонька», где Пресняков исполнил песню про Чарли Чаплина, а Орбакайте выступила на подтанцовках Владимира Кузьмина в песне «Симона». С того дня у них начались близкие отношения.
21 мая 1991 года у Преснякова и его фактической жены Орбакайте в Лондоне родился сын Никита. В 1992 году Пресняков крестился. В конце 1996 года десятилетний союз с Орбакайте распался.
17 августа 2001 года Пресняков женился на модельере Елене Ленской (род. 18 мая 1971), развод с которой был завершён в 2006 году.
С 2005 года проживал с певицей Натальей Подольской; 5 июня 2010 года они поженились. 5 июня 2015 года у них родился сын Артемий. 22 октября 2020 года у них родился второй сын Иван.

## Критика
Музыкальный критик Артур Гаспарян в одном из номеров «Московского комсомольца» писал о Преснякове в конце 1980-х:

«Бесспорно, явление Преснякова-младшего на совпоп-сцене стало моментом откровения. Как Робертино Лоретти четверть века назад в Италии, Пресняков у нас был первым артистом из расплодившегося ныне юношеско-подросткового поколения на эстраде.»
25 сентября 1988 года американский журналист газеты The New York Times Джон Парелес, описывая выступление Преснякова на разогреве у Аллы Пугачёвой, отметил, что певец смоделировал свой стиль пения фальцетом на основе стиля мистера Джексона и попытался показать несколько танцевальных поз мистера Джексона.
В октябре 1989 года музыковед советского журнала «Мелодия» Аркадий Петров заметил у Преснякова много общего с Майклом Джексоном. Три композиции из альбома «Папа, ты сам был таким» автор назвал «безусловными хитами» («Недотрога», «Папа, ты сам был таким» и «Бабушка»), а остальные — «заполнителем».
В ноябре 1989 года редактор советского журнала OK Metal Hammer похвалил дебютный альбом Преснякова-младшего «Папа, ты сам был таким», а самого артиста назвал «отечественным вариантом Майкла Джексона».
В 1990 году в сентябрьском номере журнала «Кругозор» кандидат искусствоведения Нина Тихонова упомянула, что несмотря на то, что у нас Преснякова именуют «русским Майклом Джексоном», в США и в ФРГ, где артист неоднократно гастролировал, его называют «русским соловьём».
В 1990 году в октябрьском номере журнала «Мы» Нина Тихонова отметила, что на грампластинке фирмы «Мелодия» «Детство, Юность,…» певец Валерий Панков исполняет ряд композиций звонким «пресняковско — джексоновским» фальцетом, с успехом «косит» под Преснякова-младшего. В 1991 году Панков стал известен как исполнитель музыкальных вступлений к диснеевским мультфильмам «Утиные истории», «Чип и Дейл спешат на помощь», «Приключения мишек Гамми», «Чудеса на виражах» и других.
В 2012 году шеф-редактор раздела «Современная музыка» сайта Colta.ru, Денис Бояринов, поместил песню «Острова» в свой список «Топ-12: Юрий Чернавский», отметив, что сын Преснякова «пел интересным фальцетом и подражал Элу Джерро».

## Общественная позиция
В 2022 году Пресняков поддержал вторжение России на Украину, заявил о передаче гонорара с концерта в «Крокус Сити Холле» участникам вторжения на Украину.

## Санкции
7 января 2023 года внесён в санкционный список Украины, так как Пресняков «выразил свою поддержку российским оккупантам и жестокой войне РФ против Украины, выступил с концертами для „спасателей-миротворцев“, которые разрушают украинские города и убивают мирное население под лозунгами „Верим и ждем“ и „МиZaМир“». Ранее Пресняков был внесён ФБК в список коррупционеров и разжигателей войны за участие в концертах в поддержку войны с Украиной.

## Дискография
Студийные альбомы
- 1989 — Папа, ты сам был таким
- 1991 — Любовь
- 1994 — Замок из дождя
- 1996 — Слюньки
- 2002 — Любовь на audio
- 2009 — Малерия (Владимир Пресняков vs Malerija)
- 2011 — Нереальная любовь
- 2020 — Слушая тишину

Магнитоальбом
- 1989 — Папа, ты сам был таким

Концертный альбом
- 2001 — Живая коллекция (Live)

Сборники
- 1993 — Стюардесса по имени… (Best of hits)
- 1993 — Всегда с тобой
- 1996 — Зурбаган
- 1996 — Странник
- 1996 — Жанка
- 2001 — Открытая дверь
- 2012 — Быть частью твоего (совместно с Леонидом Агутиным, Анжеликой Варум и Натальей Подольской)
- 2013 — Quattro (совместно с Леонидом Агутиным, Анжеликой Варум и Натальей Подольской)
- 2013 — Я буду помнить
- 2015 — Мой отец

Синглы
- 1989 — Ты скажи
- 2013 — КиSSлород (совместно с Натальей Подольской)
- 2013 — Аэропорты (совместно с Леонидом Агутиным)
- 2015 — Сердце пленных не берёт (совместно с Никитой Пресняковым)
- 2015 — Я всё помню (совместно с Натальей Подольской)
- 2016 — Дыши (совместно с Натальей Подольской)
- 2016 — Если нет рядом тебя
- 2016 — Слушая тишину
- 2017 — Неземная
- 2017 — Зимний романс
- 2018 — Зурбаган 2.0 (совместно с Burito)
- 2018 — Бабочка и мотылёк
- 2018 — Ты у меня одна
- 2018 — Только где ты?
- 2019 — Достучаться до небес
- 2019 — Два сердечка
- 2020 — Странная
- 2020 — Первый снег
- 2020 — Почему небо плачет? (совместно с Натальей Подольской)
- 2021 — Всё нормально
- 2021 — Стюардесса по имени Жанна 2.0
- 2022 — У тебя есть я
- 2022 — ДНК (совместно с Леонидом Агутиным)
- 2022 — Тебе сегодня 18
- 2022 — Синяя птица
- 2022 — Синяя птица (Radio edit)
- 2022 — За руку
- 2023 — Зачем?
- 2023 — Живи
- 2023 — Выходной
- 2023 — Любовь выбрала нас (совместно с Натальей Подольской)
- 2024 — Сила притяжения
- 2024 — Любовь-самолёт
- 2024 — Близкие рядом (совместно с CHEBANOV)
- 2024 — Только ты никогда
- 2024 — Близкие рядом Pt. 2 (совместно с CHEBANOV и Леонидом Руденко)
- 2025 — Небо
- 2025 — Без неё никак
- 2025 — Берёзы (Любэ 35. Всё только начинается)

Концертные DVD
- 2001 — Живая коллекция (Live)
- 2004 — Назад в будущее... Live

## Фильмография
Роли в кино
- 1985 — Выше Радуги — эпизод
- 1987 — Взломщик — танцор брейк-данса из телевизора
- 1987 — Она с метлой, он в чёрной шляпе — Игорь
- 1988 — Остров погибших кораблей — эпизод
- 1989 — Улица (телеверсия сценического мюзикла) — глава банды брейкеров
- 1993 — Джулия (мюзикл) — камео
- 1996 — Старые песни о главном — Володя, демобилизованный
- 1997 — Дорога, Дорогой, Дорогая... (короткометражный) — Он
- 1997 — Новейшие приключения Буратино — Кованный Микки, вольный байкер
- 1997 — Старые песни о главном 2 — Володя, молодой певец из Тольятти
- 1998  — Военно-полевой романс — певец
- 1998 — Старые песни о главном 3 — Карл Мюнхгаузен / Петруха
- 1999 — Восемь с половиной долларов — камео
- 2003 — С ног на голову — музыкант
- 2011 — Новогодняя sms-ка — мужчина, поющий на вокзале

Озвучивание мультфильма
- 2016 — Крякнутые каникулы — Пенгли

Вокал
- 1985 — Выше Радуги (песни: «Зурбаган», «Острова», «Кот в мешке», «Фотограф»)
- 1986 — Повод (заглавный вокализ для фильма «Эхо»)
- 1987 — Топинамбуры (песни: «Топинамбур», «Ветер-ветерок»)
- 1987 — Она с метлой, он в чёрной шляпе (песня «Джинн»)
- 1988 — Остров погибших кораблей (песня «Призраки»)
- 1988 — Улица (песня «Мистер Брейк»)
- 1991 — Небеса обетованные (песня: «Папа, ты сам был таким»)
- 1993 — Джулия (мюзикл) (в хоре песня «Остров надежд»)
- 2005 —  9 рота (песня «Недотрога»)
- 2013 — 2016 — Восьмидесятые (сериал, песни: «Зурбаган», «Острова», «Папа ты сам был таким»)

Использование песни в кино, но с другими вокалистами
- 2000 — Брат-2 (песня «Стюардесса по имени Жанна»)

Композитор
- 2018 — Короткие волны

DVD
- 2001 — Живая коллекция (Live)
- 2005 — Любовь на video
- 2005 — Назад в будущее… Live

## Награды
| Год  | Награда                                               | Номинированная работа                                   | Категория                                                                                     | Результат |
| ---- | ----------------------------------------------------- | ------------------------------------------------------- | --------------------------------------------------------------------------------------------- | --------- |
| 1986 | «Звуковая дорожка»                                    | Владимир Пресняков                                      | «Лучший певец года»                                                                           | Номинация |
| 1986 | «Звёзды-86» газеты «Смена»                            | Владимир Пресняков                                      | «Лучший певец года»                                                                           | Номинация |
| 1987 | «Звуковая дорожка»                                    | Владимир Пресняков                                      | «Лучший певец года»                                                                           | Номинация |
| 1987 | хит-парад ТАСС «Музыкальный Олимп»                    | Владимир Пресняков                                      | «Лучший певец года»                                                                           | Номинация |
| 1987 | «Звёзды-87» газеты «Смена»                            | Владимир Пресняков                                      | «Лучший певец года»                                                                           | Номинация |
| 1987 | «Парада надежд-87» журнала «Студенческий меридиан»    | Владимир Пресняков                                      | «Надежда года»                                                                                | Победа    |
| 1988 | хит-парад ТАСС «Музыкальный Олимп»                    | Владимир Пресняков                                      | «Лучший певец года»                                                                           | Номинация |
| 1988 | хит-парад ТАСС «Музыкальный Олимп»                    | «Белый снег»                                            | «Лучшая песня года»                                                                           | Номинация |
| 1988 | «Звёзды-88» газеты «Смена»                            | Владимир Пресняков                                      | «Лучший певец года»                                                                           | Номинация |
| 1989 | хит-парад ТАСС «Музыкальный Олимп»                    | Владимир Пресняков                                      | «Лучший певец года»                                                                           | Номинация |
| 1989 | хит-парад ТАСС «Музыкальный Олимп»                    | «Недотрога»                                             | «Лучшая песня года»                                                                           | Номинация |
| 1989 | «Звёзды-89» газеты «Смена»                            | Владимир Пресняков                                      | «Лучший певец года»                                                                           | Номинация |
| 1989 | «Звёзды-89» газеты «Смена»                            | Владимир Пресняков — «Папа, ты сам был таким»           | «Лучший магнитофонный альбом года» (в стиле «поп»)                                            | Победа    |
| 1989 | «Звёзды-89» газеты «Смена»                            | «Шоу Владимира Преснякова» в СКК                        | «Лучший концерт года»                                                                         | Номинация |
| 1989 | «Самые, самые» журнала «Поп-музыка»                   | Владимир Пресняков                                      | «Лучший певец года»                                                                           | Победа    |
| 1989 | «Самые, самые» журнала «Поп-музыка»                   | Владимир Пресняков — «Папа, ты сам был таким»           | «Лучший альбом года»                                                                          | Номинация |
| 1990 | World Music Awards                                    | Владимир Пресняков                                      | «Самый продаваемый российский исполнитель года» (The Best selling Russian artist of the Year) | Победа    |
| 1990 | «Звёзды-90» газеты «Смена»                            | Владимир Пресняков                                      | «Лучший певец года»                                                                           | Победа    |
| 1990 | «Золотой ключ»                                        | Владимир Пресняков (за альбом «Папа, ты сам был таким») | «Как певец и как артист, чьи аудиозаписи разошлись в России наибольшим тиражом»               | Победа    |
| 1990 | «Звуковая дорожка»                                    | Владимир Пресняков — «Папа, ты сам был таким»           | «Лучшая грампластинка года»                                                                   | Номинация |
| 1991 | «Звёзды-91» газеты «Смена»                            | Владимир Пресняков                                      | «Лучший певец года»                                                                           | Победа    |
| 1991 | «Звёзды-91» газеты «Смена»                            | Владимир Пресняков                                      | «Лучший композитор года»                                                                      | Номинация |
| 1991 | «Звёзды-91» газеты «Смена»                            | Владимир Пресняков — «Папа, ты сам был таким»           | «Лучшая пластинка года»                                                                       | Номинация |
| 1991 | «Звёзды-91» газеты «Смена»                            | «Странник»                                              | «Лучшая песня года»                                                                           | Победа    |
| 1991 | «Звуковая дорожка»                                    | «Странник»                                              | «Лучшая песня года»                                                                           | Номинация |
| 1992 | «Звуковая дорожка»                                    | Владимир Пресняков                                      | «Лучший певец года»                                                                           | Победа    |
| 1992 | «Звуковая дорожка»                                    | «Стюардесса по имени Жанна»                             | «Лучшая песня года»                                                                           | Номинация |
| 1993 | хит-парад ТАСС «Музыкальный Олимп»                    | «Стюардесса по имени…» (Best of hits) (CD)              | «Лучшая грампластинка и CD октября» (по заказам в магазинах «Классик»)                        | Победа    |
| 1993 | хит-парад ТАСС «Музыкальный Олимп»                    | «Стюардесса по имени Жанна»                             | «Лучшая песня года»                                                                           | Номинация |
| 1993 | хит-парад ТАСС «Музыкальный Олимп»                    | «Замок из дождя»                                        | «Лучшая песня года»                                                                           | Номинация |
| 1996 | «Золотой граммофон»                                   | «Обмани меня»                                           | Песня                                                                                         | Победа    |
| 2006 | «Золотой граммофон»                                   | «Аэропорты» (дуэт с Леонидом Агутиным)                  | «Лучший мужской дуэт»                                                                         | Победа    |
| 2014 | «Звуковая дорожка»                                    | Владимир Пресняков                                      | «За вклад в эстрадную культуру и верность «Звуковой дорожке»»                                 | Победа    |
| 2015 | «Золотой граммофон»                                   | «Kissлород» (дуэт с Натальей Подольской)                | Песня                                                                                         | Победа    |
| 2018 | «Золотой граммофон»                                   | «Слушая тишину»                                         | Песня                                                                                         | Победа    |
| 2018 | Российская национальная музыкальная премия «Виктория» | Владимир Пресняков (за песню «Бабочка и мотылёк»)       | «Лучший поп-исполнитель»                                                                      | Номинация |
| 2018 | Российская национальная музыкальная премия «Виктория» | Владимир Пресняков (за «Юбилейный концерт»)             | «Концерт года»                                                                                | Номинация |
| 2018 | Российская национальная музыкальная премия «Виктория» | «Слушая тишину»                                         | «Песня года»                                                                                  | Номинация |
| 2018 | «Радиомания-2018»                                     | «Слушая тишину»                                         | Песня                                                                                         | Победа    |
| 2019 | «Золотой граммофон»                                   | «Ты у меня одна»                                        | Песня                                                                                         | Победа    |
| 2019 | «Премия RU.TV 2019»                                   | Владимир Пресняков                                      | «Артист года»                                                                                 | Победа    |
| 2019 | MODA Topical                                          | Наталья Подольская и Владимир Пресняков                 | «Пара года»                                                                                   | Победа    |
| 2019 | MODA Topical                                          | Владимир Пресняков                                      | «За вклад в развитие отечественной эстрады»                                                   | Победа    |
| 2020 | «Золотой граммофон»                                   | «Странная»                                              | Песня                                                                                         | Победа    |
| 2020 | Российская национальная музыкальная премия «Виктория» | Владимир Пресняков (за песню «Достучаться до небес»)    | «Лучший поп-исполнитель»                                                                      | Победа    |
| 2020 | Российская национальная музыкальная премия «Виктория» | «Достучаться до небес»                                  | «Лучшее музыкальное видео»                                                                    | Номинация |
| 2021 | Премия журнала «ОК»                                   | Владимир Пресняков                                      | «Папа года»                                                                                   | Победа    |
| 2022 | «Золотой граммофон»                                   | «Всё нормально»                                         | Песня                                                                                         | Победа    |
| 2022 | Российская национальная музыкальная премия «Виктория» | «У тебя есть я»                                         | «Певец года»                                                                                  | Победа    |
| 2022 | Российская национальная музыкальная премия «Виктория» | «ДНК» (дуэт с Леонидом Агутиным)                        | «Песня года»                                                                                  | Номинация |
| 2022 | Почётная грамота Московской городской думы            | Владимир Пресняков                                      | «За заслуги перед городским сообществом»                                                      | Победа    |

Участие в фестивале «Песня года»
- 2007 — «Навсегда» (дуэт с Н. Подольской)
- 2008 — «Быть частью твоего» (с Л. Агутиным, А. Варум и Н. Подольской)
- 2009 — «Ты со мной» (дуэт с Н. Подольской)
- 2010 — «Колыбельная»
- 2011 — «Дождь» (дуэт с Н. Подольской)
- 2012 — «Никудышный ангел»
- 2013 — «KISSлород» (дуэт с Н. Подольской)
- 2014 — «Сердце пленных не берёт» (дуэт с Н. Пресняковым)
- 2016 — «В облака»
- 2017 — «Неземная»
- 2018 — «Слушая тишину»
- 2019 — «Ты у меня одна»
- 2020 — «Странная»
- 2021 — «Всё нормально»
- 2022 — «ДНК» (дуэт с Леонидом Агутиным) и «У тебя есть я»